# Maigret (seriál, 1960)
Maigret je britský televizní seriál, který v letech 1960 až 1963 premiérově vysílal televizní kanál BBC. Bylo odvysíláno celkem 52 příběhů o komisařovi Maigretovi, kterého ztvárnil Rupert Davies. V roce 1959 (12. dubna) byl odvysílán pilotní díl Maigret and the Lost Life, ve kterém komisaře Maigreta hrál Basil Sydney.

## Hlavní role
| Rupert Davies  | komisař Maigret    |
| Ewen Solon     | inspektor Lucas    |
| Helen Shingler | paní Maigretová    |
| Neville Jason  | inspektor Lapointe |
| Victor Lucas   | inspektor Torrance |

## Seznam dílů

### První řada
| Č. v seriálu | Č. v řadě | Název                   | Předloha                         | Režie           | Premiéra v UK      |
| ------------ | --------- | ----------------------- | -------------------------------- | --------------- | ------------------ |
| 1            | 1         | Murder in Montmartre    | Maigret au « Picratt's »         | Andrew Osborn   | 31. října 1960     |
| 2            | 2         | Unscheduled Departure   | Les Scrupules de Maigret         | Eric Tayler     | 7. listopadu 1960  |
| 3            | 3         | The Burglar's Wife      | Maigret et la Grande Perche      | Julian Amyes    | 14. listopadu 1960 |
| 4            | 4         | The Revolver            | Le Revolver de Maigret           | Chloe Gibson    | 28. března 1960    |
| 5            | 5         | The Old Lady            | Maigret et la Vieille Dame       | Eric Tayler     | 28. listopadu 1960 |
| 6            | 6         | Liberty Bar             | Liberty Bar                      | Andrew Osborn   | 5. prosince 1960   |
| 7            | 7         | A Man of Quality        | Monsieur Gallet, décédé          | Gerard Glaister | 12. prosince 1960  |
| 8            | 8         | My Friend the Inspector | Mon ami Maigret                  | Eric Tayler     | 19. prosince 1960  |
| 9            | 9         | The Mistake             | Maigret se trompe                | Andrew Osborn   | 26. prosince 1960  |
| 10           | 10        | On Holiday              | Les Vacances de Maigret          | Eric Tayler     | 2. ledna 1961      |
| 11           | 11        | The Experts             | Maigret, Lognon et les Gangsters | Andrew Osborn   | 9. ledna 1961      |
| 12           | 12        | The Cactus              | Maigret en meublé                | Eric Tayler     | 16. ledna 1961     |
| 13           | 13        | The Children's Party    | Le Pendu de Saint-Pholien        | Gerard Glaister | 23. ledna 1961     |

### Druhá řada
| Č. v seriálu | Č. v řadě | Název                      | Předloha                             | Režie            | Premiéra v UK      |
| ------------ | --------- | -------------------------- | ------------------------------------ | ---------------- | ------------------ |
| 14           | 1         | Shadow Play                | L'Ombre chinoise                     | John Harrison    | 23. října 1961     |
| 15           | 2         | The Simple Case            | Maigret et le Corps sans tête        | Gerard Glaister  | 30. října 1961     |
| 16           | 3         | Death of a Butcher         | Un échec de Maigret                  | Andrew Osborn    | 6. listopadu 1961  |
| 17           | 4         | The Winning Ticket         | Maigret et son mort                  | Harold Clayton   | 13. listopadu 1961 |
| 18           | 5         | Inspector Lognon's Triumph | Maigret et l'Inspecteur malgracieux  | John Harrison    | 20. listopadu 1961 |
| 19           | 6         | The Lost Sailor            | Le Port des brumes                   | Gerard Glaister  | 27. listopadu 1961 |
| 20           | 7         | The Golden Fleece          | L'Écluse n° 1                        | Rudolph Cartier  | 4. prosince 1961   |
| 21           | 8         | Raise Your Right Hand      | Maigret aux assises                  | Andrew Osborn    | 11. prosince 1961  |
| 22           | 9         | The Liars                  | Maigret à l'école                    | Rudolph Cartier  | 18. prosince 1961  |
| 23           | 10        | A Crime for Christmas      | Un Noël de Maigret                   | Campbell Logan   | 26. prosince 1961  |
| 24           | 11        | The Reluctant Witnesses    | Maigret et les Témoins récalcitrants | Gerard Glaister  | 1. ledna 1962      |
| 25           | 12        | The White Hat              | L'Amie de madame Maigret             | Gerard Glaister  | 8. ledna 1962      |
| 26           | 13        | Murder on Monday           | Maigret et l'Homme du banc           | Terence Williams | 15. ledna 1962     |

### Třetí řada
| Č. v seriálu | Č. v řadě | Název                | Předloha                          | Režie            | Premiéra v UK      |
| ------------ | --------- | -------------------- | --------------------------------- | ---------------- | ------------------ |
| 27           | 1         | Voices from the Past | Maigret et les Vieillards         | Gerard Glaister  | 24. září 1962      |
| 28           | 2         | The Madman of Vervac | Le Fou de Bergerac                |                  | 1. října 1962      |
| 29           | 3         | The Countess         | L'Affaire Saint-Fiacre            |                  | 8. října 1962      |
| 30           | 4         | The Wedding Guest    | La Guinguette à deux sous         | Terence Williams | 15. října 1962     |
| 31           | 5         | High Politics        | Maigret chez le ministre          |                  | 22. října 1962     |
| 32           | 6         | Love from Felicie    | Félicie est là                    |                  | 29. října 1962     |
| 33           | 7         | The Dirty House      | Maigret se fâche                  | Terence Williams | 5. listopadu 1962  |
| 34           | 8         | The Crystal Ball     | Signé Picpus                      | John Harrison    | 12. listopadu 1962 |
| 35           | 9         | The Crooked Castle   | La Nuit du carrefour              | Andrew Osborn    | 19. listopadu 1962 |
| 36           | 10        | Death in Mind        | La Tête d'un homme                | John Elliot      | 26. listopadu 1962 |
| 37           | 11        | Seven Little Crosses | Sept petites croix dans un carnet | Gerard Glaister  | 3. prosince 1962   |
| 38           | 12        | The Trap             | Maigret tend un piège             | Terence Williams | 10. prosince 1962  |
| 39           | 13        | The Amateurs         | Maigret et le Voleur paresseux    | Terence Williams | 17. prosince 1962  |

### Čtvrtá řada
| Č. v seriálu | Č. v řadě | Název                       | Předloha                             | Režie            | Premiéra v UK      |
| ------------ | --------- | --------------------------- | ------------------------------------ | ---------------- | ------------------ |
| 40           | 1         | Poor Cecile!                | Cécile est morte                     | Michael Hayes    | 1. října 1963      |
| 41           | 2         | The Fontenay Murders        | Maigret a peur                       | Alan Bridges     | 8. října 1963      |
| 42           | 3         | The Lost Life               | Maigret et la Jeune Morte            | Gilchrist Calder | 15. října 1963     |
| 43           | 4         | The Cellars of the Majestic | Les Caves du Majestic                | Eric Tayler      | 22. října 1963     |
| 44           | 5         | A Man Condemned             | Une confidence de Maigret            | Terence Williams | 29. října 1963     |
| 45           | 6         | The Flemish Shop            | Chez les Flamands                    | Eric Tayler      | 5. listopadu 1963  |
| 46           | 7         | A Taste of Power            | La Première Enquête de Maigret, 1913 | Terence Williams | 12. listopadu 1963 |
| 47           | 8         | The Log of the Cap Fagnet   | Au rendez-vous des Terre-Neuvas      | Michael Hayes    | 19. listopadu 1963 |
| 48           | 9         | The Judge's House           | La Maison du juge                    | Terence Dudley   | 26. listopadu 1963 |
| 49           | 10        | Another World               | Maigret voyage                       | Michael Hayes    | 3. prosince 1963   |
| 50           | 11        | The Crime at Lock 14        | Le Charretier de la Providence       | Andrew Osborn    | 10. prosince 1963  |
| 51           | 12        | Peter the Lett              | Pietr-le-Letton                      | Rudolph Cartier  | 17. prosince 1963  |
| 52           | 13        | Maigret's Little Joke       | Maigret s'amuse                      | Terence Williams | 24. prosince 1963  |